# 冯小刚电影公社
观澜湖华谊冯小刚电影公社，简称冯小刚电影公社，是位于中国海南省海口市南约8公里处的一个电影基地，包括电影工作室、客房公寓和行政建筑，是作为电影电视拍摄地和旅游景点而创建的，一些仍在建设中的建筑包括城镇建筑和配套的电影工作室及拍摄设施。

## 历史
该城镇于2013年12月29日开放，并计划在2014年完工。截至2015年5月，建设仍在进行中。这是冯小刚和华谊兄弟的合资企业。

## 建筑

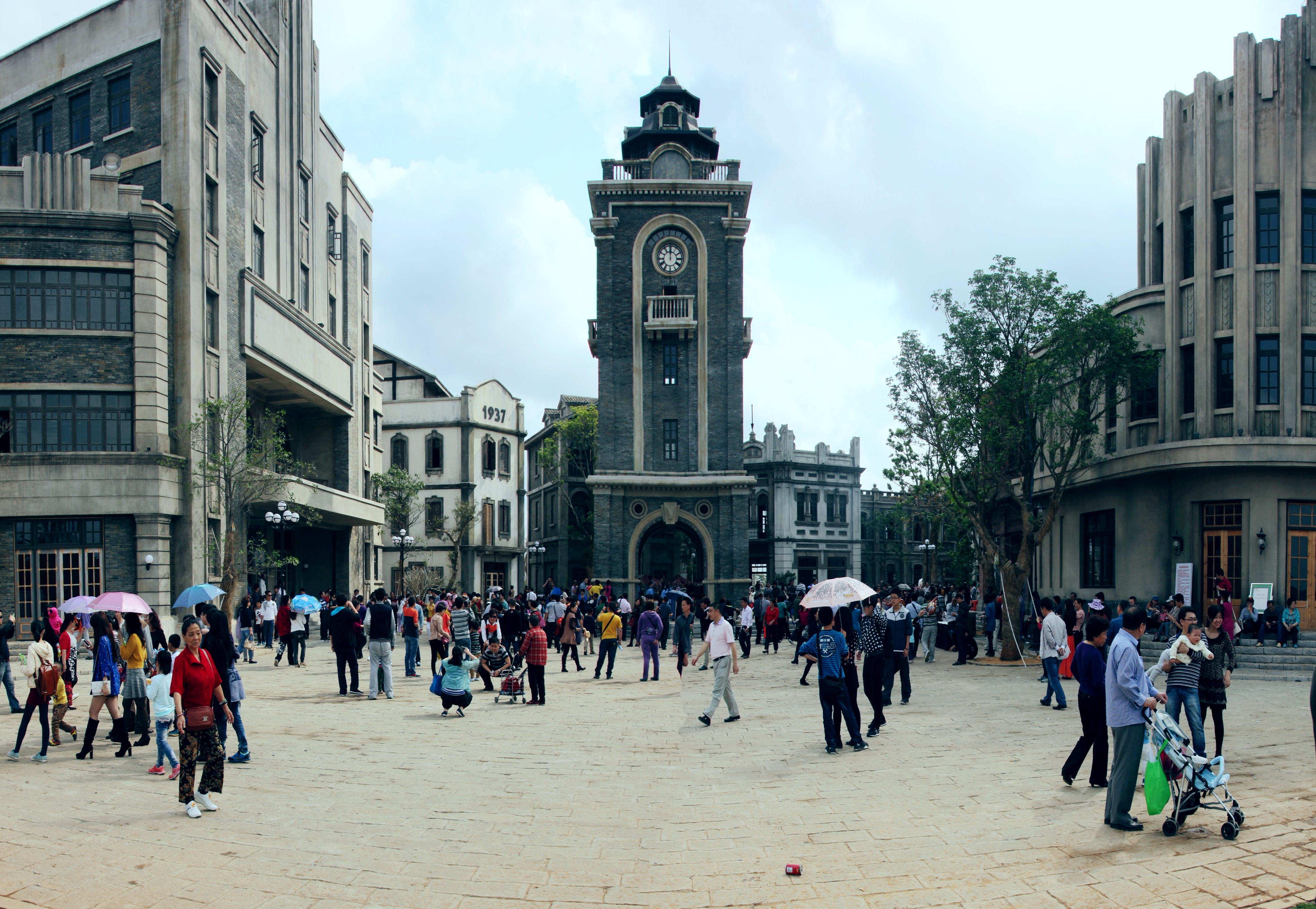
“教堂和广场”区域

整个场地占地1400亩，沿社会主义街、南阳街等街道分布有96栋建筑。该区域的部分区域设计模仿了电影《一九四二》中的场景。
电影公司内的区域包括：
- 1942街：有91栋建筑，看起来像重庆的民国时代的建筑。其中包括蒋介石官邸、西山钟楼、重庆国泰剧院、上海荣光剧院。
- 南阳街：一条300米长的街道，有70栋建筑物。
- 传统的北京街：以 20 世纪 50 年代至 1960 年代的北京风格建造。
- 教堂和广场：该区域的建造类似于欧洲城市。
- 公园景观区：该区域的建筑设计类似于冯小刚的河岁电影中的建筑，例如《非诚勿扰》、《唐山大地震》、《夜宴》和《天下无贼》。
- 星光大道：这条旅游街展示着80位中国和国际名人的签名。

## 工作室

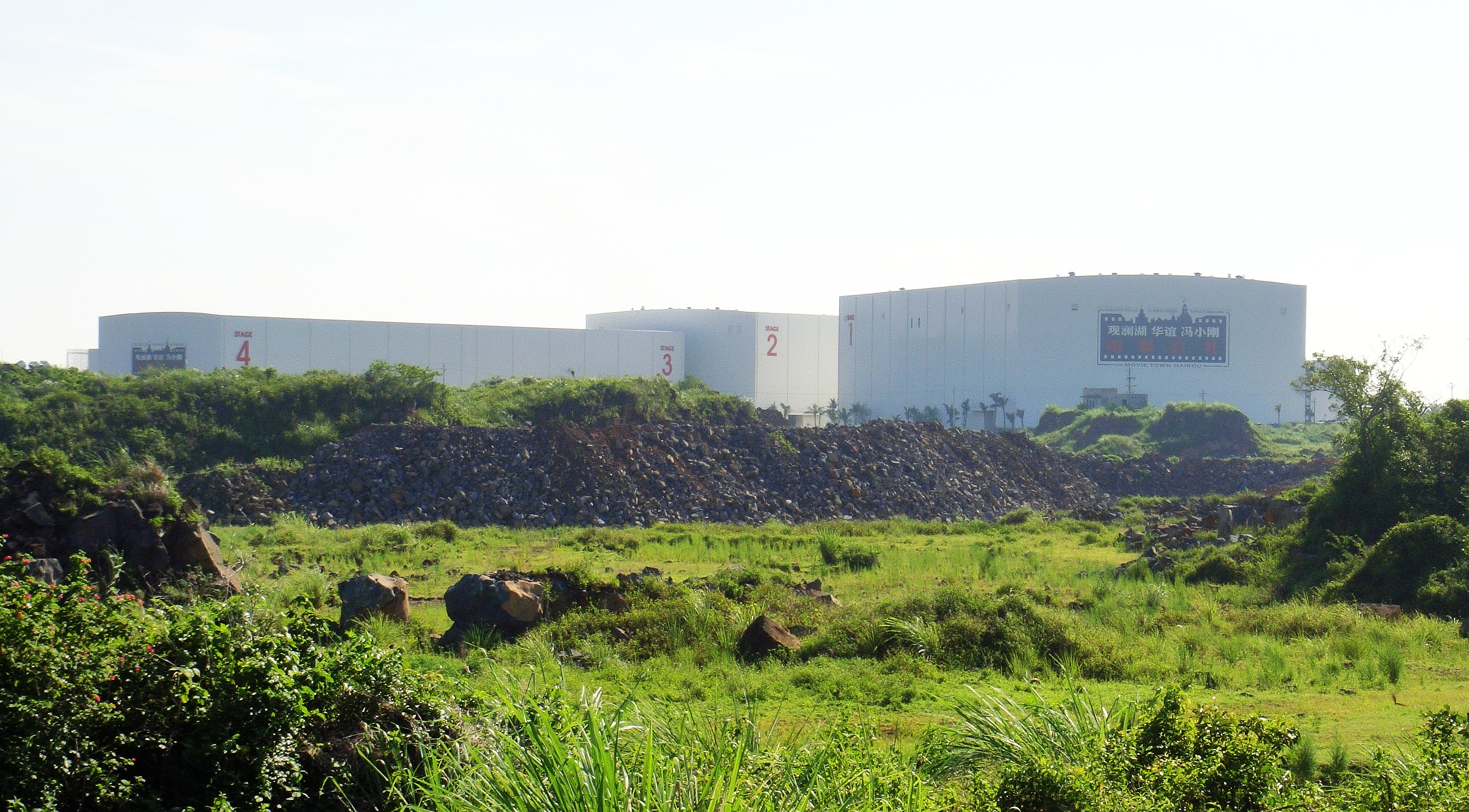
工作室

向东约半公里处是四个工作室。它们由三栋大型白色建筑组成，其中一栋建筑内设有3号和4号工作室。工作室的总面积为8,000平方米。